# Origanum hypericifolium
Origanum hypericifolium là một loài thực vật có hoa trong họ Hoa môi. Loài này được O.Schwarz & P.H.Davis mô tả khoa học đầu tiên năm 1949.